# Hypena herpa
Hypena herpa là một loài bướm đêm trong họ Erebidae.